# Abou Nabil al-Anbari
Wissam Najm Abd Zayd al-oubaydi, dit Abou Nabil al-Anbari ou encore Abou al-Moughirah al-Qahtani, né à une date inconnue et mort la nuit du 13 au 14 novembre 2015, près de Derna en Libye, est un chef djihadiste irakien.

## Biographie
Originaire de Falloujah en Irak, Wissam Najm Abd Zayd al Zubaydi intègre d'abord l'armée irakienne. Il rejoint la guérilla irakienne après l'invasion américaine de 2003 et prend le surnom d' « Abou Nabil al-Anbari ». Il est un temps emprisonné à Camp Bucca en même temps qu'Abou Bakr al-Baghdadi.
En juin 2014, Abou Nabil al-Anbari prend part à la bataille de Samarra et participe personnellement au massacre de Tikrit.
En novembre 2014, Abou Nabil al-Anbari est envoyé en Libye afin de prendre la tête de la branche libyenne de l'État islamique. Le 15 février 2015, l'EI annonce l'exécution de 21 « chrétiens croisés » — probablement des coptes égyptiens — et publie une vidéo de leur décapitation,. Selon le gouvernement américain, Abou Nabil al-Anbari pourrait être le porte-parole qui s'exprime au nom de l'EI dans cette vidéo.
Il s'établit alors à Derna, mais en juin 2015, l'État islamique entre en conflit avec des groupes djihadistes liés à Al-Qaïda et est chassé de la ville. Abou Nabil al-Anbari est finalement tué près de Derna durant la nuit du 13 au 14 novembre 2015, par une frappe aérienne américaine menée par des chasseurs F-15,.